# Степное (Верхнеуральский район)
Степно́е — село в Верхнеуральском районе Челябинской области России. Административный центр Степного сельского поселения.

## География
Через село протекает река Ямская. Расстояние до районного центра города Верхнеуральска 12 км.

## Население
| 2002 | 2010 |
| ---- | ---- |
| 1196 | ↘988 |

По данным Всероссийской переписи, в 2010 году численность населения села составляла 988 человек (453 мужчины и 535 женщин).

## Улицы
Уличная сеть села состоит из 17 улиц.